# 호세 로하스 (야구 선수)
호세 로하스(José Rojas, 1993년 2월 24일 ~ )는 미국의 야구 선수이자, 전 KBO 리그 두산 베어스의 외야수이다.

## 미국 프로야구 시절
2021년에 LA 다저스에 입단하였다.

## 한국 프로야구 시절

### 두산 베어스시절
2023년부터 호세 미겔 페르난데스를 대체할 외국인 야수로 영입됐다. 2023년 시즌 후 재계약에 실패했다.

## 미국 프로야구 복귀
2024년에 뉴욕 양키스와 마이너 계약을 했다.